# Eva McLaren
Pour les articles homonymes, voir McLaren.
Eva Maria McLaren née Müller (1852 ou 1853 - 16 août 1921) est une suffragiste, écrivaine et militante britannique.

## Biographie
Eva Maria Muller naît en 1852 ou 1853. Elle est la fille cadette de l'homme d'affaires britannique d'origine allemande William Müller et de son épouse anglaise, Maria Henrietta Müller. L'une des sœurs aînées d'Eva, Henrietta Müller est élue au London School Board et journaliste, fondatrice de journaux féministes et suffragistes. Elle-même est très influencée par les idées progressistes de sa sœur et de leur mère.
Elle passe sa jeunesse à Valparaíso, au Chili, avant que la famille ne retourne en Angleterre, puis elle vit à Londres, à Portland Place. Elle est éduquée à domicile par une gouvernante, puis dans une école de Londres. Elle fait des randonnées dans les Alpes suisses et voyage en Inde et aux États-Unis, avec sa sœur Henrietta.
Sa mère, Maria Henrietta Müller la présente à Octavia Hill et elle travaille dans l’œuvre sociale de Marylebone avec celle-ci, qui la charge de collecter les loyers et de veiller au bien-être des occupants. Elle fait une formation d'infirmière à l'infirmerie de Brownlow Hill à Liverpool. Elle est cofondatrice en 1881 de la Society for Promoting the Return of Women as Poor Law Guardians, qui devient la Society for Promoting the Return of Women as County Councilors (1888) puis  la Women's Local Government Society (1893).
Le 18 avril 1883, au Meeting House de St Martin's Lane, Westminster, elle épouse Walter McLaren, fils de Priscilla Bright McLaren, la présidente de la Edinburgh National Society for Women's Suffrage et de Duncan McLaren, lord provost et député d'Édimbourg. Le couple adopte une fille. Walter McLaren soutient le droit de vote des femmes et le couple rejoint la Manchester Society for Women's Suffrage en 1884. Walter McLaren est élu député du Parti libéral à Crew aux élections générales de 1886, fonction qu'il conserve jusqu'en 1895. En tant que l'un des rares députés à soutenir le vote des femmes, il était co-secrétaire du comité multipartite des partisans parlementaires du projet de loi sur le droit de vote des femmes. Eva et Walter McLaren sont membres du comité exécutif de la Manchester Society for Women's Suffrage de 1884 à 1895, date de leur installation à Londres pour la carrière politique de Walter.
Eva McLaren rejoint le comité central de la National Society for Women's Suffrage dont sa sœur Henrietta est déjà membre, et devient l'une des principaux membres de la Women's Liberal Federation. Elle est active au sein de l'Union of Practical Suffragists, qui devient la Suffrage Union dont elle est cofondatrice en 1908 avec Marie Corbett et Frances Heron Maxwell pour soutenir le droit de vote des femmes au sein du Parti Libéral, et dans la Liberal Women's Suffrage Union. Elle est l'une des oratrices d'Exeter Hall impliquées dans la Mud March de février 1907 tandis que la réunion de clôture de la marche est présidée par son mari.
McLaren est l'autrice de nombreuses brochures, notamment Civil Rights of Women (1888), The Election of Women on Parish and District Councils (1894) et The Devoirs and Opinions of Women with Reference to Parish and District Councils (1894). Elle publie en 1903 The History of the Women's Suffrage Movement in the Women's Liberal Federation,. Elle s'intéresse au mouvement britannique de tempérance — Walter McLaren est le neveu de Margaret Bright Lucas —, la fondatrice de la British Women's Temperance Association (en). Elle est vice-présidente du mouvement de 1894 à 1900.
Walter McLaren est réélu au parlement en 1910, mais il meurt d'un infarctus en 1912. Eva McLaren se retire de la vie publique, tout en continuant à participer au comité exécutif de la WLF. Lorsque la Première Guerre mondiale éclate, elle travaille comme infirmière dans un hôpital de campagne en France pendant l'hiver 1914-1915, avant d'être forcée de retourner en Angleterre en raison de problèmes de santé. Elle meurt de la maladie de Bright et d'urémie le 16 août 1921 à Great Comp Cottage, Borough Green dans le Kent.

## Hommage
Son nom et sa photo (ainsi que ceux de 58 femmes partisanes du suffrage féminin) figurent sur le piédestal de la statue de Millicent Fawcett sur Parliament Square, à Londres, dévoilée en 2018,,.